# Letnie Grand Prix kobiet w skokach narciarskich 2012
Letnie Grand Prix kobiet w skokach narciarskich 2012 – 1. edycja Letniego Grand Prix kobiet, która rozpoczęła się 14 sierpnia 2012 w Courchevel, a zakończyła 23 września 2012 w Ałmaty. Cykl składał się z 4 konkursów indywidualnych oraz jednego drużynowego - po raz pierwszy w historii były to również konkursy mieszane. 

## Zwyciężczynie

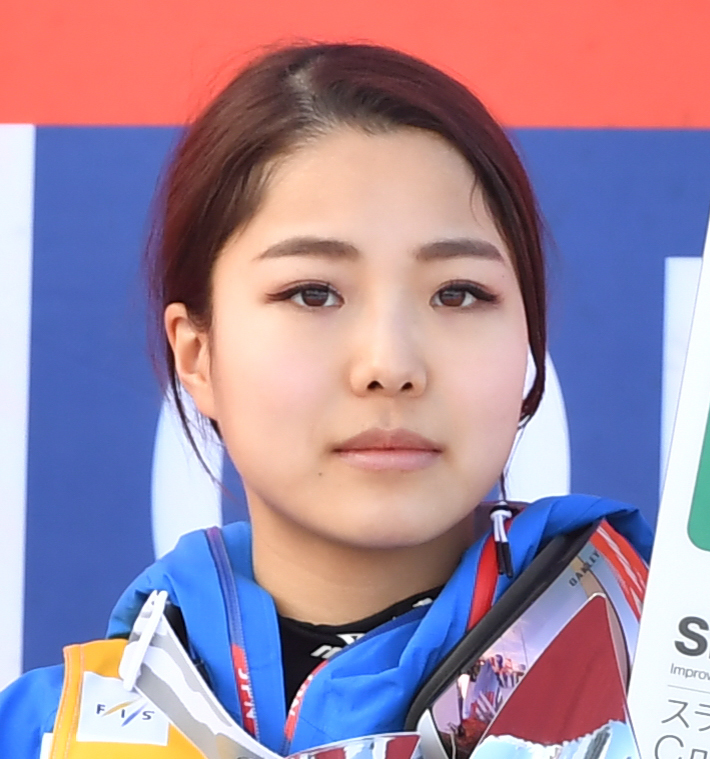
Sara Takanashi – zwyciężczyni klasyfikacji generalnej
Reprezentacja Japonii – zwycięzcy klasyfikacji generalnej Pucharu Narodów

## Kalendarz i wyniki
| Lp.                                                  | Data                                                 | Miejscowość                                          | HS                                                   | Uwagi                                                | 1. miejsce                                                                                            | 2. miejsce                                                                     | 3. miejsce                                                                                   |
| ---------------------------------------------------- | ---------------------------------------------------- | ---------------------------------------------------- | ---------------------------------------------------- | ---------------------------------------------------- | --- | ------------------------------------------------------------------------------ | -------------------------------------------------------------------------------------------- |
| 1.                                                   | 14 sierpnia 2012                                     | Courchevel                                           | HS-96                                                | mikst                                                | Japonia 1. Yūki Itō 2. Sara Takanashi 3. Noriaki Kasai 4. Yūta Watase                                 | Niemcy 1. Katharina Althaus 2. Ulrike Gräßler 3. Pascal Bodmer 4. Andreas Wank | Austria 1. Jacqueline Seifriedsberger 2. Daniela Iraschko 3. David Zauner 4. Michael Hayböck |
| 2.                                                   | 15 sierpnia 2012                                     | Courchevel                                           | HS-96                                                | –                                                    | Alexandra Pretorius                                                                                   | Daniela Iraschko                                                               | Jacqueline Seifriedsberger                                                                   |
| 3.                                                   | 17 sierpnia 2012                                     | Hinterzarten                                         | HS-108                                               | –                                                    | Daniela Iraschko                                                                                      | Sara Takanashi                                                                 | Carina Vogt                                                                                  |
| 4.                                                   | 18 sierpnia 2012                                     | Hinterzarten                                         | HS-108                                               | mikst                                                | Austria 1. Jacqueline Seifriedsberger 2. Daniela Iraschko 3. Michael Hayböck 4. Gregor Schlierenzauer | Japonia 1. Sara Takanashi 2. Kaori Iwabuchi 3. Reruhi Shimizu 4. Yūta Watase   | Niemcy 1. Ulrike Gräßler 2. Carina Vogt 3. Richard Freitag 4. Andreas Wank                   |
| 5.                                                   | 22 września 2012                                     | Ałmaty                                               | HS-106                                               | –                                                    | Sara Takanashi                                                                                        | Katja Požun                                                                    | Alexandra Pretorius                                                                          |
| 6.                                                   | 23 września 2012                                     | Ałmaty                                               | HS-106                                               | –                                                    | Sara Takanashi                                                                                        | Irina Awwakumowa                                                               | Alexandra Pretorius                                                                          |
| Letnie Grand Prix kobiet 2012 – klasyfikacja końcowa | Letnie Grand Prix kobiet 2012 – klasyfikacja końcowa | Letnie Grand Prix kobiet 2012 – klasyfikacja końcowa | Letnie Grand Prix kobiet 2012 – klasyfikacja końcowa | Letnie Grand Prix kobiet 2012 – klasyfikacja końcowa | Sara Takanashi                                                                                        | Alexandra Pretorius                                                            | Daniela Iraschko                                                                             |

## Statystyki indywidualne
| Zawodniczka |         |         |         |         |
| Austria | Austria | Austria | Austria | Austria |
| --- | ------- | ------- | ------- | ------- |
| Daniela Iraschko | 2       | 1       | –       | –       |
| Jacqueline Seifriedsberger | 3       | 4       | –       | –       |
| Czechy |         |         |         |         |
| Natálie Dejmková | 45      | 49      | –       | –       |
| Michaela Doleželová | 40      | 35      | –       | –       |
| Vladěna Pustková | 28      | 41      | –       | –       |
| Finlandia |         |         |         |         |
| Tanja Kaverinen | 41      | 50      | –       | –       |
| Julia Kykkänen | 13      | 11      | –       | –       |
| Francja |         |         |         |         |
| Julia Clair | 42      | 41      | –       | –       |
| Léa Lemare | 32      | –       | –       | –       |
| Coline Mattel | 5       | 7       | –       | –       |
| Holandia |         |         |         |         |
| Lara Thomae | 46      | 51      | –       | –       |
| Wendy Vuik | 23      | 40      | 14      | 8       |
| Japonia |         |         |         |         |
| Yūki Itō | 9       | 19      | 9       | 9       |
| Kaori Iwabuchi | 10      | 5       | –       | –       |
| Yoshiko Kasai | 34      | 39      | 13      | 12      |
| Sara Takanashi | 8       | 2       | 1       | 1       |
| Ayumi Watase | 21      | 20      | 5       | 4       |
| Yurina Yamada | 44      | 46      | 12      | 13      |
| Kanada |         |         |         |         |
| Taylor Henrich | 33      | 31      | 16      | 16      |
| Alexandra Pretorius | 1       | 9       | 3       | 3       |
| Atsuko Tanaka | 19      | 10      | –       | –       |
| Niemcy |         |         |         |         |
| Katharina Althaus | 16      | 21      | –       | –       |
| Ulrike Gräßler | 14      | 13      | 8       | 7       |
| Anna Häfele | 30      | 15      | –       | –       |
| Lucienne Höppner | –       | 45      | –       | –       |
| Anna Rupprecht | –       | 33      | –       | –       |
| Juliane Seyfarth | –       | 34      | –       | –       |
| Ramona Straub | –       | 16      | –       | –       |
| Carina Vogt | 6       | 3       | 7       | 14      |
| Svenja Würth | 22      | 43      | 10      | 10      |
| Veronika Zobel | 38      | 29      | –       | –       |
| Norwegia |         |         |         |         |
| Line Jahr | 17      | 23      | –       | –       |
| Anette Sagen | 18      | 37      | –       | –       |
| Synne Steen Hansen | 43      | 44      | –       | –       |
| Rosja |         |         |         |         |
| Irina Awwakumowa | 26      | 18      | 4       | 2       |
| Anastasija Gładyszewa | 39      | 47      | 18      | 17      |
| Adela Raszytowa | dsq     | dsq     | –       | –       |
| Anastasija Wieszczikowa | dsq     | –       | –       | –       |
| Rumunia |         |         |         |         |
| Daniela Haralambie | –       | 48      | 17      | 15      |
| Słowenia |         |         |         |         |
| Urša Bogataj | 25      | 17      | –       | –       |
| Eva Logar | 12      | 22      | 11      | 5       |
| Katja Požun | 20      | 6       | 2       | 18      |
| Špela Rogelj | 37      | 26      | –       | –       |
| Anja Tepeš | 31      | 24      | –       | –       |
| Maja Vtič | 15      | 12      | 6       | 6       |
| Stany Zjednoczone |         |         |         |         |
| Abby Hughes | 11      | 36      | –       | –       |
| Jessica Jerome | 4       | 8       | –       | –       |
| Alissa Johnson | 29      | 32      | –       | –       |
| Szwajcaria |         |         |         |         |
| Bigna Windmüller | 36      | 27      | –       | –       |
| Sabrina Windmüller | 47      | 28      | 15      | 11      |
| Włochy |         |         |         |         |
| Roberta D’Agostina | 27      | 30      | –       | –       |
| Lisa Demetz | 24      | 38      | –       | –       |
| Evelyn Insam | 7       | 25      | –       | –       |
| Elena Runggaldier | 35      | 14      | –       | –       |
| Legenda |         |         |         |         |
| 1-3 4-30 poniżej 30 q – Zawodniczka nie zakwalifikowała się dns – Zawodniczka zakwalifikowana nie wystartowała w konkursie dsq – Zawodniczka zdyskwalifikowana w konkursie – – Zawodniczka niezgłoszona do konkursu |         |         |         |         |

## Konkursy drużynowe
| Zawodniczka                | Courchevel 14.08 | Hinterzarten 18.08 |
| -------------------------- | ---------------- | ------------------ |
| Austria                    | 3                | 1                  |
| Daniela Iraschko           | +                | +                  |
| Jacqueline Seifriedsberger | +                | +                  |
| Czechy                     | 11               | 9                  |
| Michaela Doleželová        | +                | +                  |
| Vladěna Pustková           | +                | +                  |
| Finlandia                  | 12               | –                  |
| Tanja Kaverinen            | +                | –                  |
| Julia Kykkänen             | +                | –                  |
| Francja                    | 7                | 6                  |
| Julia Clair                | +                | +                  |
| Coline Mattel              | +                | +                  |
| Japonia                    | 1                | 2                  |
| Yūki Itō                   | +                | –                  |
| Kaori Iwabuchi             | –                | +                  |
| Sara Takanashi             | +                | +                  |
| Kanada                     | 13               | 4                  |
| Alexandra Pretorius        | +                | +                  |
| Atsuko Tanaka              | +                | +                  |
| Niemcy                     | 2                | 3                  |
| Katharina Althaus          | +                | –                  |
| Ulrike Gräßler             | +                | +                  |
| Carina Vogt                | –                | +                  |
| Norwegia                   | 4                | 7                  |
| Line Jahr                  | +                | +                  |
| Anette Sagen               | +                | +                  |
| Rosja                      | 10               | 12                 |
| Irina Awwakumowa           | +                | +                  |
| Anastasija Gładyszewa      | +                | +                  |
| Słowenia                   | 9                | 5                  |
| Katja Požun                | +                | +                  |
| Maja Vtič                  | +                | +                  |
| Stany Zjednoczone          | 5                | 8                  |
| Jessica Jerome             | +                | +                  |
| Alissa Johnson             | +                | +                  |
| Szwajcaria                 | 8                | 10                 |
| Bigna Windmüller           | +                | +                  |
| Sabrina Windmüller         | +                | +                  |
| Włochy                     | 6                | 11                 |
| Lisa Demetz                | +                | –                  |
| Evelyn Insam               | +                | +                  |
| Elena Runggaldier          | –                | +                  |

## Klasyfikacje

### Klasyfikacja indywidualna
| Źródło  | Źródło                     | Źródło | Źródło |
| Miejsce | Zawodnik                   | Punkty |        |
| ------- | -------------------------- | ------ | ------ |
| 1.      | Sara Takanashi             | 312    |        |
| 2.      | Alexandra Pretorius        | 249    |        |
| 3.      | Daniela Iraschko           | 180    |        |
| 4.      | Carina Vogt                | 154    |        |
| 5.      | Irina Awwakumowa           | 148    |        |
| 6.      | Katja Požun                | 144    |        |
| 7.      | Maja Vtič                  | 118    |        |
| 8.      | Ayumi Watase               | 116    |        |
| 9.      | Jacqueline Seifriedsberger | 110    |        |
| 10.     | Ulrike Gräßler             | 106    |        |
| 11.     | Eva Logar                  | 100    |        |
| 12.     | Yūki Itō                   | 99     |        |
| 13.     | Jessica Jerome             | 82     |        |
| 14.     | Coline Mattel              | 81     |        |
| 15.     | Kaori Iwabuchi             | 71     |        |
| ...     |                            |        |        |

### Klasyfikacja drużynowa
| Źródło  | Źródło            | Źródło | Źródło |
| Miejsce | Reprezentacja     | Punkty |        |
| ------- | ----------------- | ------ | ------ |
| 1.      | Japonia           | 1057   |        |
| 2.      | Niemcy            | 705    |        |
| 3.      | Austria           | 640    |        |
| 4.      | Słowenia          | 494    |        |
| 5.      | Kanada            | 442    |        |
| 6.      | Stany Zjednoczone | 233    |        |
| 7.      | Norwegia          | 210    |        |
| 8.      | Francja           | 206    |        |
| 9.      | Rosja             | 175    |        |
| 10.     | Włochy            | 147    |        |
| 11.     | Szwajcaria        | 72     |        |
| 12.     | Holandia          | 58     |        |
| 13.     | Finlandia         | 44     |        |
| 14.     | Rumunia           | 30     |        |
| 15.     | Czechy            | 3      |        |